# Анджапарідзе Зураб Іванович
Зураб Іванович Анджапарідзе (груз. ზურაბ ივანეს ძეანჯაფარიძე; нар. 12 квітня 1928, Кутаїсі — пом. 12 квітня 1997, Тбілісі) — радянський грузинський оперний співак (лірико-драматичний тенор), театральний режисер, педагог. Народний артист СРСР (1966).

## Біографія
Зураб Анджапарідзе народився 12 квітня 1928 року в Кутаїсі (Грузія).
У 1952 році закінчив Тбіліську консерваторію ім. В. Сараджішвілі (клас Давида Андгуладзе).
У 1952—1959 і з 1970 року — соліст Грузинського театру опери та балету імені З. П. Паліашвілі в Тбілісі. У 1979—1982 роках — директор театру.
У 1959—1970 роках — соліст Большого театру в Москві.
Виступав на концертній естраді, в репертуарі романси П. І. Чайковського, М. А. Римського-Корсакова, С. В. Рахманінова, неаполітанські пісні, вокальні цикли О. В. Тактакішвілі.
Ставив оперні спектаклі в Кутаїському оперному театрі, Вірменському театрі опери та балету ім. О. А. Спендіарова в Єревані.
З 1958 року гастролював за кордоном: Чехословаччина, Болгарія, Італія, Франція, Югославія, Канада, Румунія, Польща, Греція.
Записувався на грамплатівки.
З 1972 року — викладач Тбіліської консерваторії імені В. Сараджішвілі (з 1984 — професор), потім завідувач кафедри музичних дисциплін Тбіліського театрального інституту імені Шота Руставелі.
Був членом журі міжнародних конкурсів вокалістів, у тому числі V Міжнародного конкурсу ім. Петра Чайковського (Москва, 1974). Перший голова Міжнародного конкурсу ім. Д. Андгуладзе (Батумі, 1996).
Зураб Анджапарідзе помер 12 квітня 1997 року в Тбілісі.
Велика частина його творчої діяльності пов'язана з Грузією, для розвитку музичної культури якій він зумів зробити чимало.

Могила Анджапарідзе

Похований у сквері Грузинського оперного театру імені З. П. Паліашвілі поряд з корифеями грузинської оперної музики Захарій Паліашвілі та Вано Сараджішвілі.

## Звання та нагороди
- II премія конкурсу вокалістів IV Всесвітнього фестивалю молоді та студентів у Москві (1957)
- Заслужений артист Грузинської РСР (1958)
- Народний артист Грузинської РСР (1961)[9]
- Народний артист СРСР (1966)
- Державна премія Грузинської РСР імені 3. Паліашвілі (1971)
- Орден Жовтневої Революції (1981)
- Орден Трудового Червоного Прапора (1971)
- Почесний громадянин Тбілісі (1987)

## Творчість

### Вокальні партії
Грузинський театр опери та балету імені З. П. Паліашвілі
- «Абесалом і Етері» З. П. Паліашвілі — Абесалом
- «Даїсі» З. П. Паліашвілі — Малхаз
- «Алеко» С. В. Рахманінова — молодий циган
- «Латавра» З. П. Паліашвілі — Гурам
- «Міндія» О. В. Тактакішвілі — Міндія
- «Арсен» А. І. Букія — Арсен
- «Наречена півночі» Д. А. Торадзе — Іване Еріставі
- «Баши-Ачуки» А. П. Кереселідзе — Баши-Ачуки
- «Отелло» Дж. Верді — Отелло
- «Паяци» Р Леонкавалло — Каніо
- «Сільська честь» П. Масканьї — Турриду
- 1970 — «Пікова дама» П. І. Чайковського — Герман
- 1970 — «Дон Карлос» Дж. Верді — Дон Карлос
- 1973 — «Кармен» Ж. Бізе — Хозе
- 1977 — «Тоска» Дж. Пуччині — Каварадоссі

Большой театр
- 1958 — «Винова краля» П. І. Чайковського — Герман
- 1958 — «Іоланта» П. І. Чайковського — Водемон
- 1959 — «Травіата» Дж. Верді — Альфред
- 1959 — «Аїда» Дж. Верді — Радамес
- 1959 — «Кармен» Ж. Бізе — Хозе
- 1960 — «Ріголетто» Дж. Верді — Герцог
- 1961 — «Фауст» Ш. Ф. Гуно — Фауст
- 1963 — «Дон Карлос» Дж. Верді — Дон Карлос
- 1964 — «Борис Годунов» М. П. Мусоргського — Самозванець

### Постановки
Кутаїський оперний театр
- 1979 — «Міндія» О. В. Тактакішвілі
- 1981 — «Лела» Р. І. Лагідзе
- 1988 — «Даїсі» З. П. Паліашвілі

### Фільмографія
- 1960 — Пікова дама (фільм-опера) — вокал, партія Германа
- 1963 — Іоланта (фільм-опера) — вокал, партія Водемона
- 1966 — Абесалом і Етері (фільм-опера) — вокал, партія Абессалома
- 1971 — Даиси (фільм-опера) — вокал, партія Малхаза
- 2008 — Володар тенорового Олімпу (документальний фільм)

## Пам'ять
- У Тбілісі, на будинку № 31 по вулиці З. Паліашвілі, де жив співак, у 1998 році відкрита меморіальна дошка.
- Заснована премія імені З. Анджапарідзе, першим лауреатом якої став грузинський тенор Т. Гутушвілі.
- У Грузії створено фонд імені Зураба Анджапарідзе.
- У 2008 році, до 80-річчя співака, вийшла в світ книга «Зураб Анджапарідзе» (М., упоряд. В. Свєтозаров).